# ماتي هالاس
ماتي هالاس (بالمجرية: Halász Máté)‏ مواليد 2 يونيو 1984 في المجر، هو لاعب كرة يد مجري. مثل منتخب المجر لكرة اليد.

## الإنجازات
- الدوري المجري لكرة اليد:
  - الوصافة: 2003، 2004، 2005